# History of a Six Weeks' Tour
History of a Six Weeks' Tour through a part of France, Switzerland, Germany, and Holland; with Letters Descriptive of a Sail Round the Lake of Geneva and of the Glaciers of Chamouni é um livro de viagens escrito pelos autores românticos Mary Shelley e Percy Bysshe Shelley. Publicado em 1817, descreve as viagens de Mary, Percy e da irmã adotiva de Mary, Claire Clairmont: uma através da Europa em 1814 e outra pelo Lago Léman em 1816. Dividido em três seções, o texto consiste de um diário, quarto cartas e o poema de Percy Shelley Mont Blanc. Excluindo o poema, o texto foi principalmente escrito e organizado por Mary Shelley. Em 1840 revisou o diário e as cartas, republicando em uma coleção das obras de Percy Shelley.
Parte do novo gênero da narrativa de viagens do romantismo, History of a Six Weeks' Tour é cheia de espontaneidade e entusiasmo; os autores demonstram seu desejo de desenvolver uma sensação de gosto e distinguir a si mesmos daqueles que o cercam. Os elementos românticos do trabalho têm parodiado a política radical aos leitores do século XIX. No entanto, as referências políticas no texto, incluindo referências positivas a Revolução Francesa e louvor ao filósofo do Iluminismo Jean-Jacques Rousseau, eram incomuns para um livro de viagem no tempo, particularmente em uma maior parte escrita por uma mulher. 
Embora não seja um dos mais vendidos, History of a Six Weeks' Tour teve críticas positivas. Ao propor a escrever outro livro de viagens a seu editor em 1843, Mary Shelley declarou que "minha viagem de seis semanas trouxe-me muitos elogios".

## Contexto biográfico

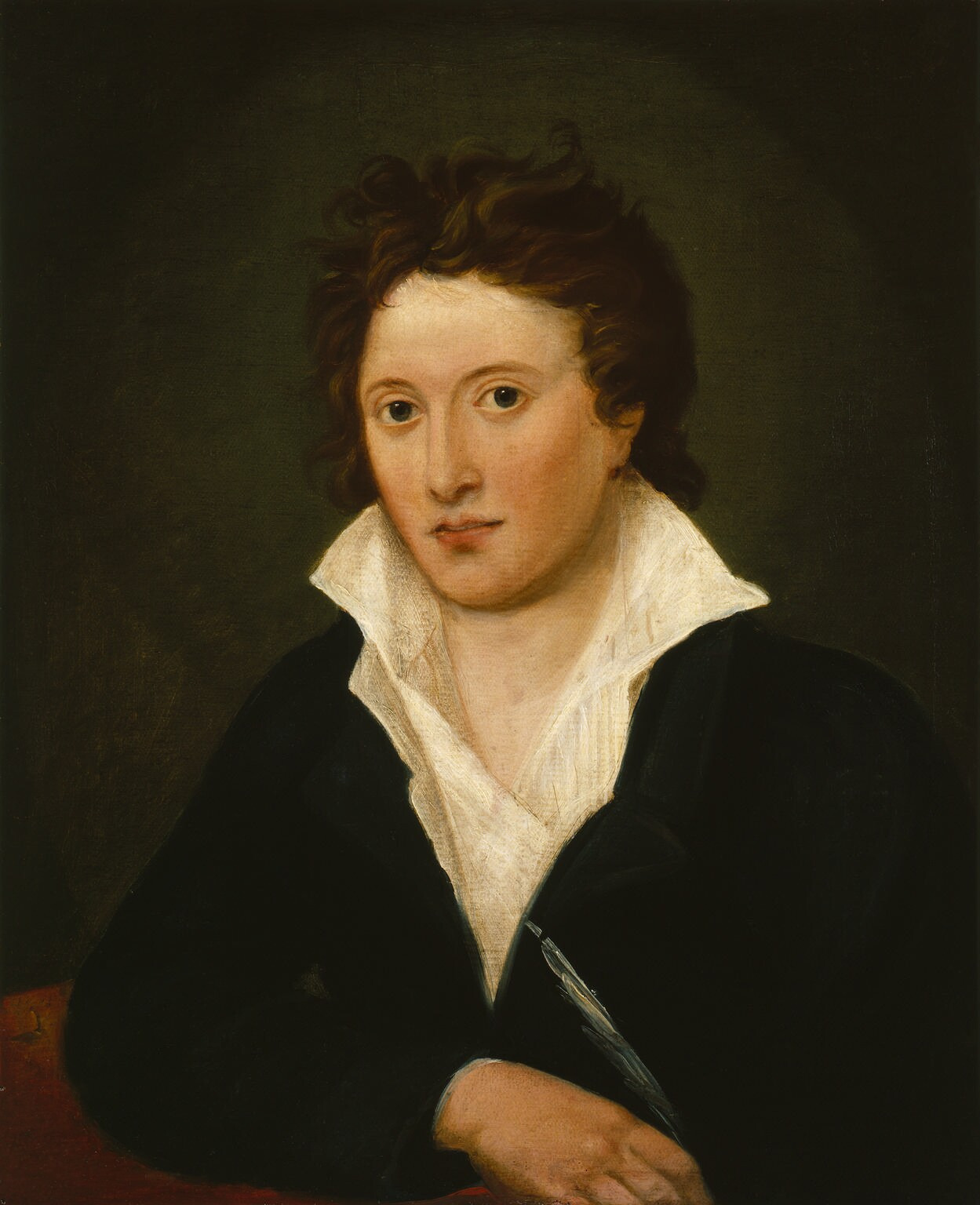
A principal influência de Percy Bysshe Shelley para converter-se em um filósofo radical foi a obra de William Godwin Inquérito acerca da Justiça Política (Amelia Curran, 1819).

Mary Godwin e Percy Shelley se conheceram e se apaixonaram em 1814. Percy Shelley inicialmente visitava a casa de Godwin porque estava interessado em conhecer sua principal influência filosófica, o pai de Mary, William Godwin. Contudo, Mary e Percy logo começaram a estar secretamente, apesar do fato de que Percy era casado. Para desgraça de Mary, sei pai desaprovou o romance extraconjugal e frustra a relação. Em 28 de julho de 1814, Mary e Percy fugiu para a França, levando com eles a irmão adotiva de Mary, Claire Clairmont.